# Remmalag

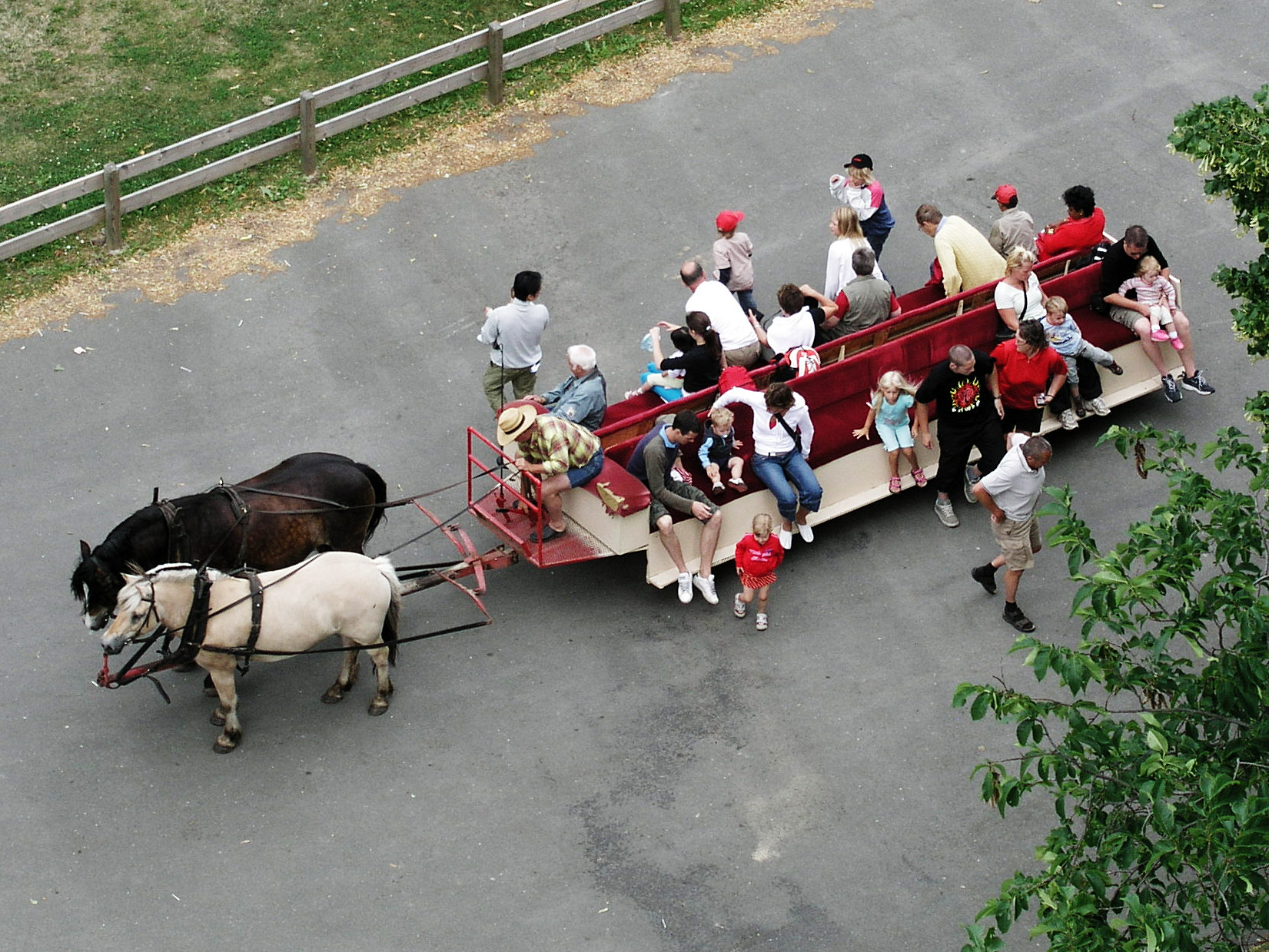
Ett stopp med remmalagsvagnen vid Kumlaby kyrka, Visingsö.

Remmalag är en hästdragen åkvagn där passagerarna sitter i två längsgående rader med ryggarna mot ett ryggstöd i mitten.
Visingsö är känt för remmalag. Remmalagen dök upp på ön i slutet av 1800-talet då ångbåtsrederierna började göra lustturer till Visingsö.
Remmalag fanns tidigare även i Medevi.